# گاوگرهوایلر
گاوگرهوایلر (به آلمانی: Gaugrehweiler) یک شهر در آلمان است که در دنرسبرگکرایس واقع شده‌است. گاوگرهوایلر ۵۷۳ نفر جمعیت دارد.